# Kinesisk doftschersmin
Kinesisk doftschersmin (Philadelphus delavayi) är en art inom familjen hortensiaväxter.
Bladen och blommorna innehåller giftiga ämnen.
- Wikimedia Commons har media som rör Kinesisk doftschersmin.